# Marco Antonio Adame

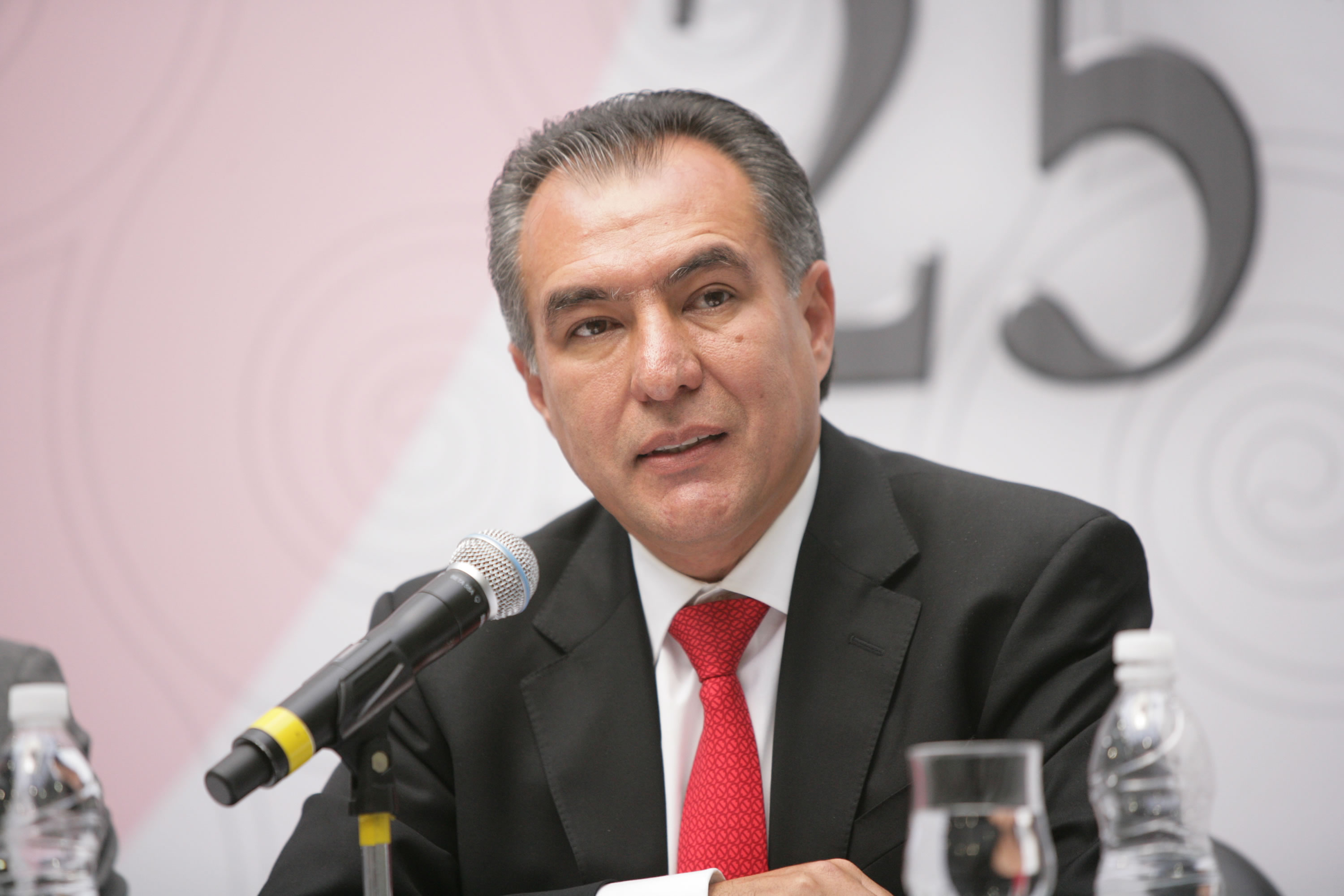
Marco Antonio Adame

Marco Antonio Adame Castillo (Cuernavaca, 6 december 1960) is een Mexicaans politicus van de Nationale Actiepartij (PAN). Van 2006 tot 2012 was hij gouverneur van Morelos.
Adame is afgestudeerd aan de Autonome Universiteit van Morelos. Sinds 1997 is hij lid van de PAN, waarvoor hij van 1997 tot 2000 in de Kamer van Afgevaardigden en van 2000 tot 2006 in de Kamer van Senatoren zat. Bij de gouverneursverkiezingen op 2 juli 2006 werd hij tot gouverneur gekozen, en trad op 1 oktober van hetzelfde jaar aan. In 2018 werd Adame verkozen in de Kamer van Afgevaardigden.